# جو آبرو
جو آبرو (بالإنجليزية: Joe Abreu)‏ هو ساحر استعراضي أمريكي، ولد في 24 مايو 1913 في أوكلاند في الولايات المتحدة، وتوفي في 17 مارس 1993 في هايوارد في الولايات المتحدة.

## وصلات خارجية
- جو آبرو على موقعبيزبول رفرنس.كوم (الدوري الرئيسي) (الإنجليزية)
- جو آبرو على موقعبيزبول رفرنس.كوم (الدوري الثانوي) (الإنجليزية)